# Fort de la Redoute Ruinée
Het Fort de la Redoute Ruinée of Fort de la Traversette is een fort in de Franse Alpen, in gemeente Montvalezan in het departement Savoie. Het bevindt zich op zo'n 2400 meter hoogte aan de Col de la Traversette boven de Kleine Sint-Bernhardspas.
Het werd gebouwd door de Fransen in de jaren 1890, na de aanhechting van Savoie, op de plaats waar al sinds de 17e eeuw een redoute van het Hertogdom Savoye stond. Het fort werd geïntegreerd als voorpost in de Maginotlinie. Tijdens de slag om de Alpen in 1940 werd het fort bemand door zo'n 70 mannen. De Italiaanse infanterie, artillerie en luchtmacht vielen het fort aan; de Fransen hielden er stand tot 24 juni 1940.
Naast het beschadigde vestingwerk is eind 20e eeuw een skilift gebouwd; het bouwwerk is zo bereikbaar vanuit skidorp La Rosière (Espace San Bernardo).